# Reinhold Johan von Lingen
Reinhold Johan von Lingen, född 28 augusti 1708 i Visby domkyrkoförsamling, Gotlands län, död 30 september 1785 i Slaka församling, Östergötlands län (på Normstorp), var en svensk friherre och generallöjtnant.

## Biografi
Reinhold Johan von Lingen var son till överinspektor Peter von Lingen och Margareta Tersmeden, som adlades till friherrinna Cedercreutz.
Matros vid amiralitetet i Karlskrona 1723 kom han under flera år att under strapatsrika förhållanden tjänstgöra i en rad olika främmande arméer innan han åter kom att verka med full kraft inom den svenska krigsmakten från 1741. Detta år kastades han in i det nyss påbörjade kriget mot Ryssland. Under detta krig blev von Lingen mest känd som den som 1743 förde över fredspreliminären från Åbo till Stockholm via Åland och Grisslehamn. Detta skedde under svåra omständigheter, bland annat tvingades han både simma över ett sund, använda en liten fiskebåt och stundom färdas med en hastigt ihopbragd flotta för att nå Stockholm. För denna insats blev han naturaliserad svensk adelsman 1743. 
von Lingen blev senare överste för Älvsborgs regemente 1751, generalmajor 1757 samt slutligen generallöjtnant 1761 och deltog i sistnämnda egenskap som en av befälhavarna i pommerska kriget.  Han verkade också från 1763 som landshövding i Kristianstads län och endast ett par veckor 1772 i Malmöhus län utan att låta tala om sig samt upphöjdes till friherre 1764.
von Lingens utnämning till landshövding i Malmö var enligt Carl Grimberg en skandal. Han var en rättrogen mössa och belönades av partiet med landshövdingesysslan, inte för att tillträda den, utan för att sälja den vidare, vilket också skedde i det han överlät sysslan till överste Bengt Gustaf Frölich.

### Egendom
von Lingen ägde Normstorp i Slaka socken.

### Familj
von Lingen gifte sig 29 november 1743 i Stockholm med Anna Christina von Flygarell (1727–1777), dotter till hovintendenten Anders von Flygarell och friherrinnan Christina Margareta von Danckwardt. De fick tillsammans barnen Margareta Christina von Lingen (1744–1770) som var gift med kammarherren Mattias Odencrantz, Ulrika von Lingen (1746–1803) som var gift med översten Natanael Fredrik Christoffer von Scheven, Johanna von Lingen (1747–1765), kommissionssekreteraren Herman von Lingen (1748–1820), Fredrika von Lingen (1749–1802) som var gift med majoren Georg Adolf von Sticht, Carolina von Lingen (1750–1750), Eleonora von Lingen (1752–1815), Reinhold von Lingen (1754–1754) och Carolina von Lingen (1755–1757).

## Utmärkelser
- Adlad - 11 september, 1743
- Riddare av Svärdsorden - 26 september, 1748
- Kommendör av Svärdsorden - 26 november, 1759
- Friherre - 4 februari, 1764